# 카이온
카이온(영어:Kion)은 2015년 애니메이션 라이온 수호대에 처음 등장한 디즈니의 사자 캐릭터이다. 심바와 날라의 아들이며, 무파사와 사라비의 손자로, 키아라의 남동생이다. 